# Tetramelaceae
Tetramelaceae – rodzina drzew klasyfikowana do rzędu dyniowców. Obejmuje dwa monotypowe rodzaje – Tetrameles i Octomeles. Oba należące tu gatunki występują w Azji południowo-wschodniej, na obszarze od Cejlonu, poprzez wschodnie Indie, Półwysep Indochiński, Archipelag Malajski po północną Australię i Wyspy Salomona.
Oba gatunki drzew eksploatowane są dla drewna. Drewno Tetrameles wykazuje się dużą odpornością na świdrakowate i dlatego wykorzystywane jest do budowy konstrukcji podwodnych na wybrzeżach. Z pni tego drzewa wyrabia się także łodzie w zachodniej Oceanii. Drewno Octomeles, mimo że dość miękkie, ma zastosowanie w stolarstwie i jako surowiec konstrukcyjny.

## Morfologia

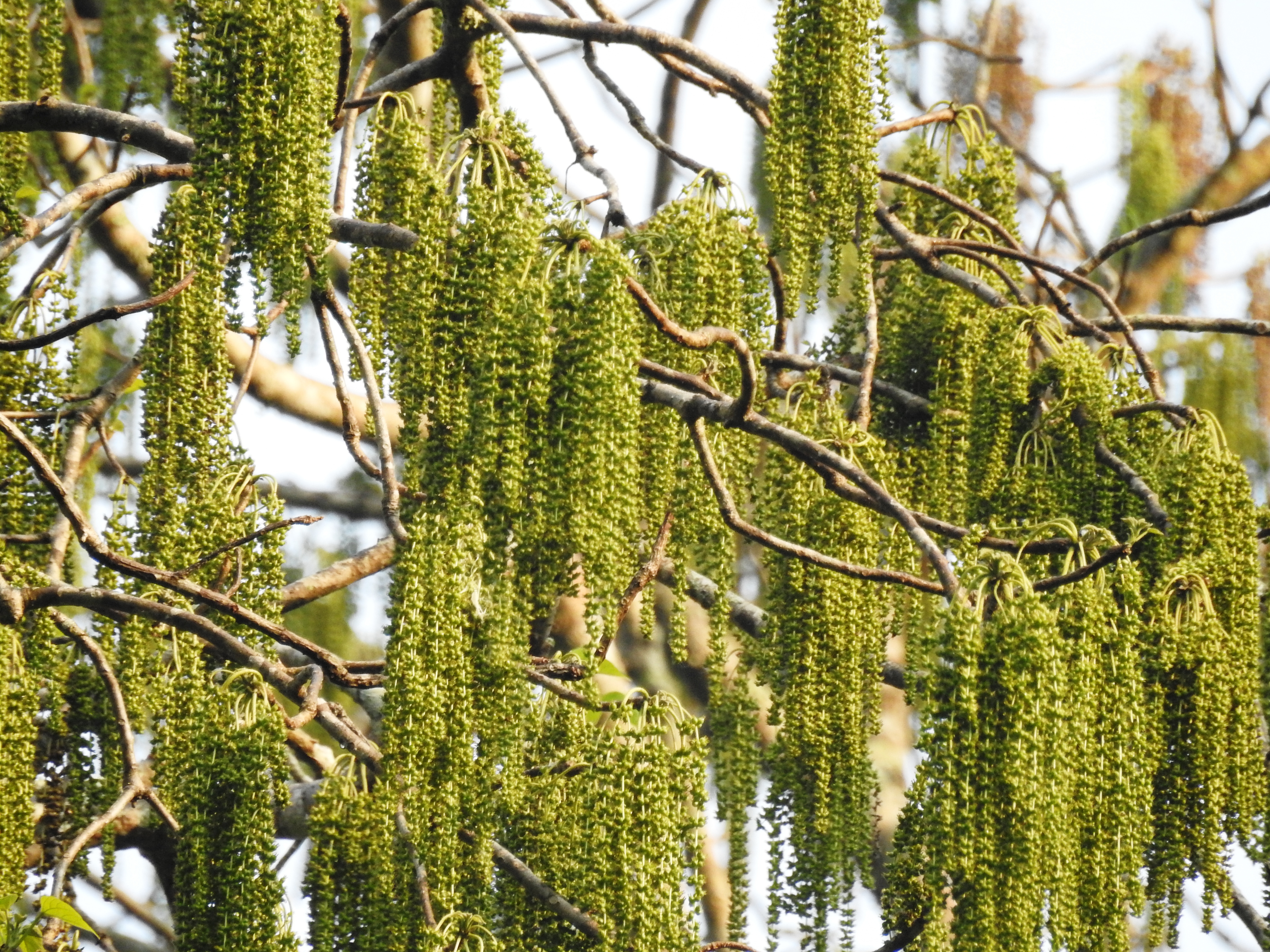
Kwiatostany Tetrameles nudiflora

PokrójOkazałe drzewa z korzeniami szkarpowymi. Ich młode pędy są owłosione szorstko lub gruczołowato.
LiścieSkrętoległe, długoogonkowe i pozbawione przylistków. Blaszki są sercowate, całobrzegie lub ząbkowane. Użyłkowanie jest dłoniaste, z 3–5 głównymi nerwami wyrastającymi z nasady blaszki.
KwiatySą jednopłciowe (rośliny są dwupienne). Zebrane są w zwisające kwiatostany kłosopodobne, tworzące też złożone wiechy wierzchotkowe na szczytach pędów. Zwykle kwiatostany męskie są rozgałęzione, a żeńskie nie. Okwiat składa się tylko z kielicha tworzonego przez 4–8 działek. Korona kwiatu jest zredukowana i tylko w przypadku kwiatów męskich u Octomeles występuje 6-8 wąskich i zielonkawych płatków. W kwiatach męskich znajdują się 4 do 8 pręciki i zwykle szczątkowy słupek. W kwiatach żeńskich prątniczków brak. Zawierają tylko dolną zalążnię z pojedynczym zalążkiem i 4–8 tęgich, choć krótkich, szyjek słupka, zakończonych główkowatym lub podługowatym i zbiegającym znamieniem.
OwoceTorebki.

## Systematyka
Oba zaliczane tu rodzaje i gatunki tradycyjnie włączane były do rodziny konopnicowatych (Datiscaceae). W takim ujęciu jednak rodzina ta tworzyła grad ewolucyjny prowadzący do rodziny begoniowatych Begoniaceae (tym samym była taksonem parafiletycznym). W efekcie zaliczane tu taksony wyodrębniane są w osobną rodzinę.
Pozycja systematyczna według APweb (aktualizowany system APG IV z 2016)
|  | Corynocarpaceae – pałężynowate |
|  |                                |
|  | Coriariaceae – garbownikowate  |
|  |                                |

|  | Tetramelaceae                                                                             |
|  |                                                                                           |
|  | \| \| Datiscaceae – konopnicowate \| \| \| \| \| \| Begoniaceae – begoniowate \| \| \| \| |
|  |                                                                                           |
|  | Datiscaceae – konopnicowate                                                               |
|  |                                                                                           |
|  | Begoniaceae – begoniowate                                                                 |
|  |                                                                                           |

|  | Datiscaceae – konopnicowate |
|  |                             |
|  | Begoniaceae – begoniowate   |
|  |                             |

|  | Tetramelaceae                                                                             |
|  |                                                                                           |
|  | \| \| Datiscaceae – konopnicowate \| \| \| \| \| \| Begoniaceae – begoniowate \| \| \| \| |
|  |                                                                                           |
|  | Datiscaceae – konopnicowate                                                               |
|  |                                                                                           |
|  | Begoniaceae – begoniowate                                                                 |
|  |                                                                                           |

|  | Datiscaceae – konopnicowate |
|  |                             |
|  | Begoniaceae – begoniowate   |
|  |                             |

|  | Corynocarpaceae – pałężynowate |
|  |                                |
|  | Coriariaceae – garbownikowate  |
|  |                                |

|  | Tetramelaceae                                                                             |
|  |                                                                                           |
|  | \| \| Datiscaceae – konopnicowate \| \| \| \| \| \| Begoniaceae – begoniowate \| \| \| \| |
|  |                                                                                           |
|  | Datiscaceae – konopnicowate                                                               |
|  |                                                                                           |
|  | Begoniaceae – begoniowate                                                                 |
|  |                                                                                           |

|  | Datiscaceae – konopnicowate |
|  |                             |
|  | Begoniaceae – begoniowate   |
|  |                             |

|  | Tetramelaceae                                                                             |
|  |                                                                                           |
|  | \| \| Datiscaceae – konopnicowate \| \| \| \| \| \| Begoniaceae – begoniowate \| \| \| \| |
|  |                                                                                           |
|  | Datiscaceae – konopnicowate                                                               |
|  |                                                                                           |
|  | Begoniaceae – begoniowate                                                                 |
|  |                                                                                           |

|  | Datiscaceae – konopnicowate |
|  |                             |
|  | Begoniaceae – begoniowate   |
|  |                             |

|  | Corynocarpaceae – pałężynowate |
|  |                                |
|  | Coriariaceae – garbownikowate  |
|  |                                |

|  | Tetramelaceae                                                                             |
|  |                                                                                           |
|  | \| \| Datiscaceae – konopnicowate \| \| \| \| \| \| Begoniaceae – begoniowate \| \| \| \| |
|  |                                                                                           |
|  | Datiscaceae – konopnicowate                                                               |
|  |                                                                                           |
|  | Begoniaceae – begoniowate                                                                 |
|  |                                                                                           |

|  | Datiscaceae – konopnicowate |
|  |                             |
|  | Begoniaceae – begoniowate   |
|  |                             |

|  | Tetramelaceae                                                                             |
|  |                                                                                           |
|  | \| \| Datiscaceae – konopnicowate \| \| \| \| \| \| Begoniaceae – begoniowate \| \| \| \| |
|  |                                                                                           |
|  | Datiscaceae – konopnicowate                                                               |
|  |                                                                                           |
|  | Begoniaceae – begoniowate                                                                 |
|  |                                                                                           |

|  | Datiscaceae – konopnicowate |
|  |                             |
|  | Begoniaceae – begoniowate   |
|  |                             |

|  | Corynocarpaceae – pałężynowate |
|  |                                |
|  | Coriariaceae – garbownikowate  |
|  |                                |

|  | Tetramelaceae                                                                             |
|  |                                                                                           |
|  | \| \| Datiscaceae – konopnicowate \| \| \| \| \| \| Begoniaceae – begoniowate \| \| \| \| |
|  |                                                                                           |
|  | Datiscaceae – konopnicowate                                                               |
|  |                                                                                           |
|  | Begoniaceae – begoniowate                                                                 |
|  |                                                                                           |

|  | Datiscaceae – konopnicowate |
|  |                             |
|  | Begoniaceae – begoniowate   |
|  |                             |

|  | Tetramelaceae                                                                             |
|  |                                                                                           |
|  | \| \| Datiscaceae – konopnicowate \| \| \| \| \| \| Begoniaceae – begoniowate \| \| \| \| |
|  |                                                                                           |
|  | Datiscaceae – konopnicowate                                                               |
|  |                                                                                           |
|  | Begoniaceae – begoniowate                                                                 |
|  |                                                                                           |

|  | Datiscaceae – konopnicowate |
|  |                             |
|  | Begoniaceae – begoniowate   |
|  |                             |

Podział
- rodzaj: Tetrameles R.Br. in Denham et Clapperton, Narr. Travels Africa 230. 1826
  - Tetrameles nudiflora R.Br.
- rodzaj: Octomeles Miquel, Fl. Ind. Bat. Suppl. 336. Jun 1861 ('1860')
  - Octomeles sumatrana Miq.